# Valea Argovei
Valea Argovei é uma comuna romena localizada no distrito de Călăraşi, na região de Muntênia. A comuna possui uma área de 87.87 km² e sua população era de 2529 habitantes segundo o censo de 2007.